# Yves (évêque de Rennes)
Pour les articles homonymes, voir Yves.
 Yves (évêque de Rennes)   est évêque de Rennes  en 1304.

## Contexte
Selon l'abbé Amédée Guillotin de Corson qui insère son épiscopat entre ceux de Gilles II  et de Gilles III ;  Yves Ier, 39e évêque de Rennes, occupe le siège en 1304 d'après une charte du  chapitre  de chanoines. À cette époque, il institue des vicaires généraux pour son diocèse. Pierre-Hyacinthe Morice de Beaubois le dit mort cette même année. Mais selon la Gallia Christiana qui en fait le successeur de ce même Gilles II, mais le prédécesseur de Guillaume, son décès aurait été mentionné dans l'obituaire de la Cathédrale Saint-Pierre de Rennes, le 27 septembre 1307.

### Armoiries
De gueules au sautoir d'argent cantonné de quatre merlettes de sable

## Source
- (la) Jean-Barthélemy Hauréau, Gallia Christiana, vol. XIV Provincia Turonensi, Paris, Firmin-Didot, 1856, p. 755 Episcopi Redonensis XXXVII Yvo I.